# Jules Lippens
Jules Lippens (Gent, 22 oktober 1893 – aldaar, 14 oktober 1961) was een Gentse architect uit de 20e eeuw, die samen met Juliaan Lampens, Jos Van Driessche, Jacques Dupuis en enkele anderen tot de belangrijkste Belgische architecten uit die periode behoort.

## Levensloop
Van 1909 tot 1916 volbracht Lippens studies aan de Stedelijke Academie in Gent. Erna werd hij architect en vertegenwoordigde hij de Dudok-stijl, hij was ook vooral werkzaam in Gent tijdens het interbellum. Hij ging zo extreem in de stijl dat hij uiteindelijk ook gewoon bijna hele huizen kopieerde.
Hij kende enkele stilistische verschuivingen in zijn oeuvre, namelijk van neoclassicisme over art deco tot aan een belangrijke invloed van het werk van Willem Dudok. Dudoks invloed kwam sterk naar voor in zijn ontwerpen tijdens de jaren 1930, zoals bijvoorbeeld het hoekhuis aan de Onafhankelijkheidslaan in Gent (1930).
Lippens was ook lid van de Société Belge des Urbanistes et Architectes modernistes.

## Architecturale invloeden
Geheel in de lijn van zijn opleiding, werkte Lippens aanvankelijk in een neogotische stijl. Na 1925 drongen geleidelijk art Deco elementen in zijn werk door en vanaf 1928 traden invloeden van Willem Marinus Dudok op. Hij maakte zich het idioom van de Nederlandse architect eigen om het daarop, in de loop van de jaren 1930, consequent in al zijn werken toe te passen. De vereenzelviging was zodanig dat hij soms niet schroomde zijn voorbeeld letterlijk te citeren. Zo blijkt het hoekhuis aan de Onafhankelijkheidslaan in Gent (1930) een kopie op verkleinde schaal van Dudoks paviljoen voor de Cité universitaire in Parijs (1927).

## Architecturale stijl (kenmerken)

### Neogotische stijl
Deze stijl is er gekomen om kritiek te geven op het classicisme. Men gebruikte in deze stijl veel spitsbogen en ramen. Ze versterken het verticaal gevoel.  Ze gebruiken ook altijd baksteen, wat een groots gevoel geeft.

### Art Deco
Belangrijkste kenmerk van Art Deco, en tevens het onderscheid met de meer organische art nouveau, is de omarming van technologie in aanvulling op traditionele motieven. De stijl wordt vaak gekenmerkt door rijke kleuren, geometrische figuren en overdadige versieringen.

### Modernisme
In de architectuur verwijst het (o.a.) naar het functionalisme, Het Nieuwe Bouwen en de internationale stijl, waarbij het functionele voorrang heeft op de vorm (de 'woonmachine' van Le Corbusier). Het ornament wordt verlaten ten gunste van sobere, geometrische basisvormen, platte daken en het gebruik van moderne materialen zoals gewapend beton.

## Projecten
Onder de talrijke gebouwen door Lippens ontworpen, zijn er enkele die bijzonder gewaardeerd worden. Zoals nogal wat architecten in zijn tijd beperkte Lippens zich niet tot het ontwerpen van de gebouwen maar ontwierp ook veel zaken in het interieur.

### 1.	Architectenwoning Jules Lippens, Congreslaan 4 Gent
De woning van Lippens is gelegen in het Miljoenenkwartier te Gent. Zijn woning is gemaakt in een vrij zakelijke baksteenarchitectuur geïnspireerd door de Nederlandse architect Dudok. 
De voorgevel is zeer doordacht, hij gaf veel aandacht aan horizontalisme, hij gebruikte een gele baksteen met diepliggende horizontale voegen. Hij maakte gebruik van kubistische vormen met in en uitspringende vormen. In de gevel is er vooral gewerkt met verticale vormen, maar er is wel een betonnen band die dat horizontalisme doorbreekt. Er is ook gewerkt met brede vensterregisters. Op de bovenverdieping wordt de gevel dan ineens helemaal doorbroken door een dieper liggend gedeelte.  
Er is een geaccentueerde deurportiek met bovenlicht tussen doorlopende betonnen banden. Er is ook een hele kelder, die te bereiken is met een afdalende toegang tot de garage rechts.

### 2.	Burgerhuis, Onafhankelijkheidslaan 45-47
Rijhuis in Nieuwe Zakelijkheid, gesigneerd en gedateerd J. Lippens, 1931 (boven de deur). 
Donker bakstenen gebouw met drie bouwlagen en plat dak. Rechter kelderverdieping met garage. Smalle linker deurtravee (blind op de bovenverdieping) en erkervormig uitgebouwde rechtertravee met inspringend terras en brede vensters. Rechthoekige deur met rechtstanden in donkerblauwe ceramiektegels, rechts overlopend in de plint, zware gecementeerde tussendorpel en latei met bekronende verticale stijl met jaartal.

### 3.	Burgerhuis, Congreslaan 19
Burgerhuis met gecementeerde voorgevel in art-Deco stijl, gesigneerd: "Jules Lippens, architecte", eveneens daterend van 1928. Rijhuis van twee traveeën en drie bouwlagen onder plat dak. 
Vlakke onderbouw en verticaal gemarkeerde bovenverdieping, afgelijnd door kolossale pilasters met bekronend sierstuk. Centrale trapezoïde erker op de bovenste verdieping overgaand in twee overhoekse venstertraveeën onder overkragende kroonlijst. Links rechthoekige deur met bovenlicht en flankeervenstertjes, rechts lager gelegen garage.